# Rhantus frontalis
Rhantus frontalis es una especie de escarabajo del género Rhantus, familia Dytiscidae. Fue descrita por Marsham en 1802.
Habita en Europa, Asia del Norte (excluyendo China) y América del Norte.